# لعنة (فلم 2019)
لعنة (بالإندونيسية: Kutuk) هو فيلم رعب إثارة إندونيسي تم إصداره في 25 يوليو 2019. هذا الفيلم من بطولة شاندي أوليا وأليس نورين.

## طاقم العمل
- شاندي أوليا
- أليس نورين

## روابط خارجية
● لعنة نسخة محفوظة 3 فبراير 2024 على موقع واي باك مشين. على موقع كلاسيك نسخة محفوظة 3 فبراير 2024 على موقع واي باك مشين.
- مقالات تستعمل روابط فنية بلا صلة مع ويكي بيانات